# Галло-Матезе
Галло-Матезе, Ґалло-Матезе (італ. Gallo Matese) — муніципалітет в Італії, у регіоні Кампанія,  провінція Казерта.
Галло-Матезе розташоване на відстані близько 155 км на схід від Рима, 75 км на північ від Неаполя, 50 км на північ від Казерти.
Населення — 589 осіб (2014).
Щорічний фестиваль відбувається 13 червня. Покровитель — S. Antonio.

## Демографія
Населення за роками:

Станом на 1 січня 2023 року в муніципалітеті офіційно проживало 7 іноземців з 5 країн, серед них 4 громадяни країн Євросоюзу.

## Сусідні муніципалітети
- Капріаті-а-Вольтурно
- Фонтегрека
- Летіно
- Лонгано
- Монтеродуні
- Прата-Санніта
- Роккамандольфі